# 1347
Пізнє Середньовіччя •  Реконкіста •  Ганза •  Авіньйонський полон пап •  Монгольська імперія •  Чорна смерть •  Столітня війна

## Геополітична ситуація
У Візантії завершилася громадянська війна. Імператором став Іоанн VI Кантакузин (до 1354). Помер імператор Священної Римської імперії Людвіг Баварський. У Франції править Філіп VI Валуа (до 1350).
Апеннінський півострів розділений: північ належить Священній Римській імперії, середню частину займає Папська область, південь належить Неаполітанському королівству. Деякі міста півночі: Венеція, Піза, Генуя тощо, мають статус міст-республік. Триває боротьба гвельфів та гібелінів.
Майже весь Піренейський півострів займають християнські Кастилія і Леон, Арагонське королівство та Португалія, під владою маврів залишилися тільки землі на самому півдні. Едуард III королює в Англії (до 1377), Магнус Еріксон є королем Швеції (до 1364), а його син Гокон VI — Норвегії (до 1380), королем Польщі — Казимир III (до 1370). У Литвіі княжить Ольгерд (до 1377).
Землі Північно-Східної Русі перебувають під владою Золотої Орди. Триває війна за галицько-волинську спадщину між Польщею та Литвою. В Києві править князь Федір Іванович. Ярлик на володимирське князівство має московський князь Симеон Гордий (до 1353).
Монгольська імперія займає більшу частину Азії, але вона розділена на окремі улуси, що воюють між собою. У Китаї, зокрема, править монгольська династія Юань. У Єгипті владу утримують мамлюки. Мариніди правлять у Магрибі. Делійський султанат є наймогутнішою державою Індії. В Японії триває період Муроматі.
Цивілізація мая переживає посткласичний період. Почали зароджуватися цивілізація ацтеків та інків.

## Події
- Утікаючи з Кафи, генуезці завезли епідемію чуми в Константинополь. Далі Чорна смерть потрапила в Італію, на Балеарські острови й на південь Франції.
- Польський король Казимир III Великий затвердив Віслицький статут, що реорганізував управління державою.
- 20 травня повсталі під проводом Кола ді Рієнцо захопили в Римі урядову резиденцію і проголосили Рим республікою.
- Король Угорщини Людвік I Великий розпочав інтервенцію в Неаполітанське королівство, змусивши королеву Джованну I втекти в Авіньйон.
- Англійські війська захопили Кале.
- Французький король Філіп VI зібрав Генеральні штати, щоб отримати фінансування війни проти Англії.
- У Празі засновано Карлів університет.
- Іоанн Кантакузин з допомогою турків захопив Константинополь і став одноосібним імператором Візантії. Досягнуто домовленості, що Іоанн V Палеолог одружиться з донькою Кантакузина.
- Від Делійського султанату відокремилася держава Бахмані.
- Постала держава Могулістан.

## Померли
- Іоан XIV Калека